# Adriana Acosta (actriz)
Adriana Acosta (Ciudad de México, 1973) es una actriz y cantante mexicana actualmente retirada del medio artístico; reconocida por sus participaciones en telenovelas de la empresa Televisa.

## Biografía
Inició su carrera como cantante formando parte de la extinta banda musical de los 90 Curvas peligrosas, integrada por tres jovencitas.
En 1994 ingresó al mundo de la actuación en la telenovela Agujetas de color de rosa realizando una participación especial con su banda Curvas peligrosas.
En 1996 interpretó a Panchita en la telenovela infantil Luz Clarita a lado de Daniela Luján.
En el 2000 formó parte del elenco estelar de la telenovela infantil Carita de ángel donde interpretó el personaje de la hermana Fortunata compartiendo créditos con Daniela Aedo.
En 2007 participó en Dame chocolate siendo esta su última telenovela. 
Actualmente vive retirada del medio artístico.

## Filmografía

### Televisión
- Dame chocolate (2007) - Matilde
- Ángel rebelde (2004) - Rosa "Rosita" Rosales Pérez
- ¡Vivan los niños! (2002-2003) - Graciela "Chela" de Batalla
- Carita de ángel (2000-2001) - Hermana Fortunata Rico[6]
- Amor gitano (1999) - Cleopatra
- Mujer, casos de la vida real (1998-2003)
- Luz Clarita (1996-1997) - Panchita[7]
- Agujetas de color de rosa (1994-1995) - Curvas peligrosas

### Cine
- El arribo de Conrado Sierra (2012) - Ana Josefa
- El secreto de Jimena (2009) - Chica feliz de la Dona